# Trinitramida

Trinitramida

La Trinitramida es un compuesto de nitrógeno y oxígeno de fórmula molecular N(NO2)3. El compuesto fue descubierto y descrito en 2010 por investigadores del Royal Institute of Technology (KTH) en Suecia. Tiene el potencial de ser uno de los propergoles más eficiente y menos contaminante, ya que está libre de cloro.
Se espera que la trinitramida sea entre un 20 y un 30 por cierto más eficiente que el mejor propergol disponible actualmente. Una regla práctica dice que por cada diez por cierto de incremento en la eficacia del propergol, se puede doblar la carga del cohete. Por lo tanto, una mejora en la eficiencia de entre el 20 y el 30 por ciento supondría un aumento de la carga útil entre cuatro y ocho veces por cada unidad de combustible.
Con anterioridad se había especulado sobre la posibilidad de la existencia de la trinitramida. Los cálculos teóricos de Montgomery y Michels mostraban que, probablemente, el compuesto era estable.